# دانشگاه بورسا اولوداغ
دانشگاه اولوداغ بورسا (ترکی استانبولی: Bursa Uludağ Üniversitesi) یک دانشگاه تحقیقاتی دولتی در بورسا، ترکیه است. تحقیقات و آموزش انجام شده توسط دانشگاه بر روابط بین‌الملل، پزشکی، مهندسی، علوم طبیعی و اجتماعی و هنر تأکید دارد.
این دانشگاه شامل ۱۱ دانشکده، ۱ مدرسه در مقطع کارشناسی، ۱۲ هنرستان، ۱ هنرستان، ۳ انستیتو، ۱۱ مرکز تحقیقاتی و ۶ گروه تحت ریاست است. در سال تحصیلی ۲۰۱۷–۲۰۱۸، تعداد ۷۴۸۲۲ دانشجو در این دانشگاه ثبت نام کرده بودند.